# Amey Daldy

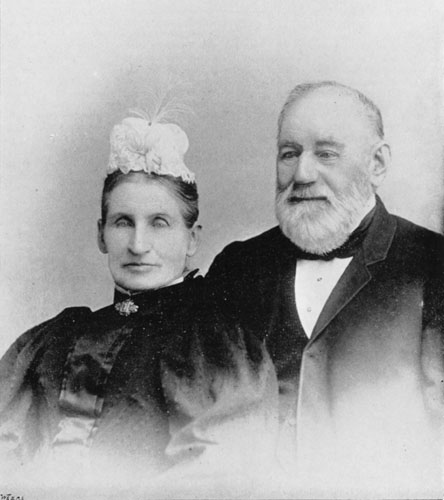
Amey Daldy mit ihrem Mann William

Amey Daldy, geb. Hamerton (* 1829 in Yarwell, Grafschaft Northamptonshire, England; † 17. August 1920 in Auckland, Neuseeland) war eine Suffragette und Frauenrechtlerin und 1896 Gründungsmitglied des National Council of Women of New Zealand (NCWNZ).

## Frühes Leben
Amey Hamerton wurde 1829 als Tochter der Eheleute Amey Bonfield und Charles Hamerton, einem Farmer, in Yarwell in der Grafschaft Northamptonshire geboren. Am 14. Juni 1829 wurde sie getauft. Über ihre Kindheit und Schulbildung sowie Ausbildung ist nichts bekannt. Als Amey zwölf Jahre alt war, verstarb ihre Mutter und ihr Vater heiratete erneut.

## Neuseeland
Im Alter von 31 Jahren wanderte Amey zusammen mit ihrem Bruder John 1860 nach Neuseeland aus und erreichten am 11. Oktober 1860 auf der Caduceus Auckland.
Am 13. Januar 1865 heiratete sie in Auckland den Schuhmacher William Henry Smith. Aus der Ehe gingen keine Kinder hervor. Während ihrer Ehezeit betrieb Amey ein „Damenseminar“ und William eine Schuhmacherei. Am 2. April 1879 verstarb ihr Ehemann in Clevedon, südöstlich von Auckland. Amey autorisierte Captain William Crush Daldy, den Körper ihres Mannes zu identifizieren.
Am 17. März 1880 heiratete sie schließlich den bekannten Kaufmann und Politiker William Crush Daldy in Ōtāhuhu, einem heutigen Stadtteil von Auckland, und nahm seinen Namen an. Als Williams Tochter und später deren Ehemann verstarben, blieben deren neun Kinder zurück, um die sie beide sich kümmerten und zusätzlich eine Haushälterin engagierten. Sowohl Amey als auch ihr Mann waren überzeugte Kongregationalisten und waren durch ihre egalitären Ansichten geprägt.

## Politisches Engagement

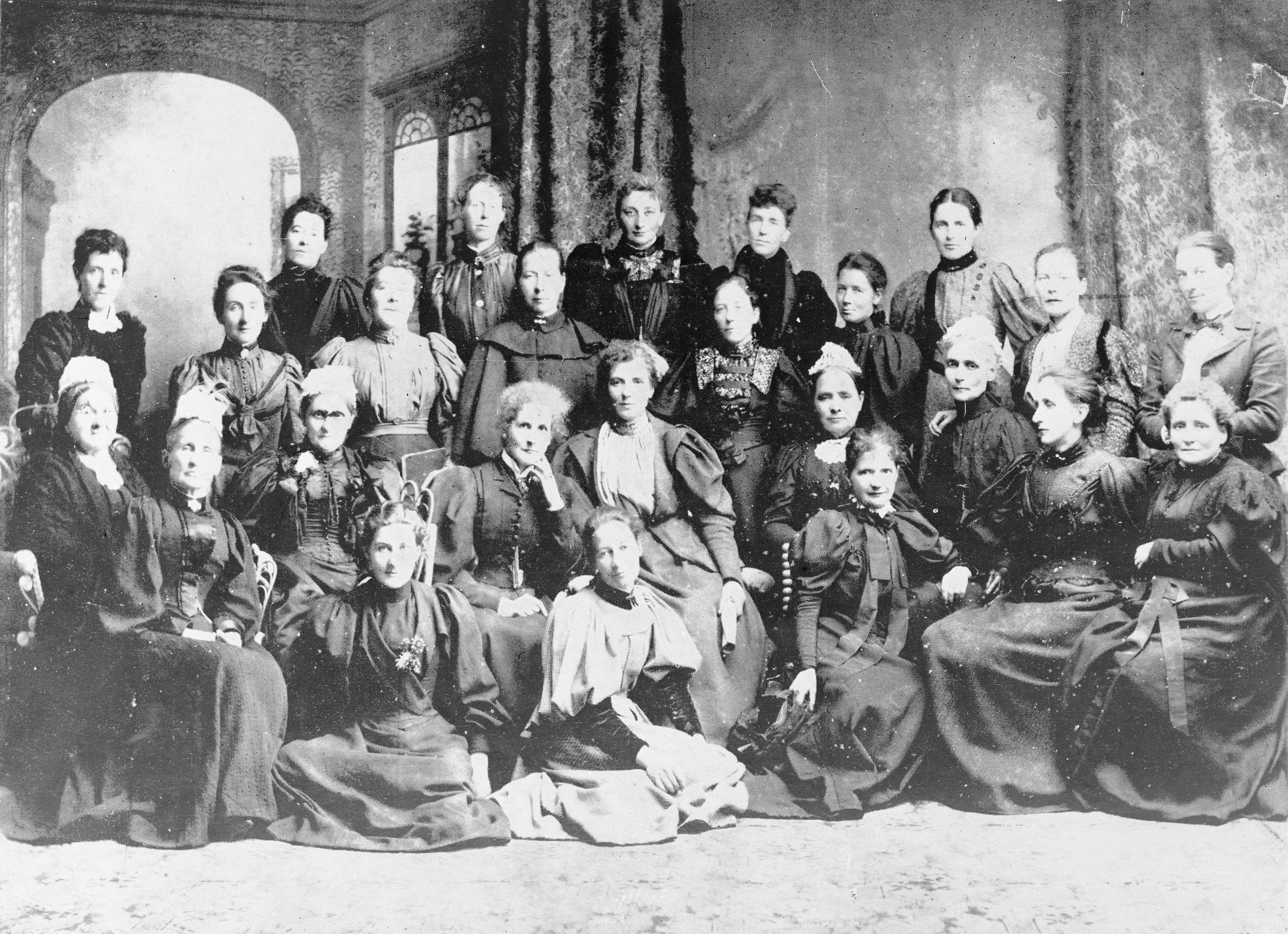
Gründungsmitglieder des National Council of Women of New Zealand, Christchurch im Jahr 1896
Amey Daldy, sitzend 2. von links

1885 wurde Amey Gründungsmitglied des Auckland-Zweiges der Women’s Christian Temperance Union of New Zealand (WCTU NZ) und erlangte bald ein herausragende Stellung in der Organisation. 1892 vertrat sie die WCTU NZ bei einem Treffen zur Wiederbelebung der Auckland Tailoresses’ Union. Am 1. Juni 1892 sprach sie auf einer Versammlung in Auckland, auf der die Gründung eines Zweigs der Women’s Franchise League erwogen wurde, deren Präsidentschaft sie später nach Gründung als Women’s Political League übernahm. Im April 1896 trat sie für den Auckland-Zweig der Women’s Political League auf dem ersten Kongress des National Council of Women of New Zealand in Christchurch auf und wurde Gründungsmitglied der Organisation. 1898 übernahm sie die Präsidentschaft für ein Jahr.
Ihre feministischen Positionen waren seinerzeit radikal. So forderte sie zum Beispiel, dass das Einkommen des Ehemannes zu gleichen Teilen auf Mann und Frau aufgeteilt werden sollte und die Ehefrau nicht mehr als eine bessere Haushälterin zu behandeln sei. Auch sollten Gesetze geändert werden, die es Männern erlaubten, ihre Ehefrauen wie Eigentum zu behandeln. Auch in Sachen einer Scheidung sollten ihrer Meinung nach beide Geschlechter gleich behandelt werden. Des Weiteren forderte sie die Aufhebung des Gesetzes über ansteckende Krankheiten von 1869. Auch sollten Frauen in beiden Kammern der Legislative sitzen können, ohne jegliche Behinderung oder Beeinträchtigung. Sozial engagiert, sprach sie sich für eine Reform des Strafvollzugs aus, der von Liebe und Mitgefühl anstelle von Angst und Strafe geprägt sein sollte. Daneben forderte sie den Schutz für Jugendliche bis auf das Alter von 21 Jahre anzuheben.
Dem schlechten Gesundheitszustand ihres Mannes geschuldet, nahm Amey an den Konferenzen des WCTU NZ in den Jahren 1900 in Dunedin 1901 in Whanganui nicht teil, ließ sich dann aber im Mai 1902 in Napier zur Vizepräsidentin der Organisation wählen. Im September 1903 musste sie der Sitzung des WCTU NZ in New Plymouth erneut fernbleiben, da sie ihren kranken Mann pflegte, der kurz darauf am 5. Oktober 1903 verstarb. Der Tod ihres Mannes traf sie schwer, hatte er sie doch in all ihren politischen Bestrebungen unterstützt und zu all den Treffen und Kongressen stets begleitet. Amey Daldy selbst erlitt im Jahr 1905 einen Schlaganfall, dessen Auswirkungen sie 15 Jahre lang ans Bett fesselten und ihr auch das Sprechen nicht mehr ermöglichten. Sie verstarb schließlich am 17. August 1920 im Alter von 91 Jahren in Auckland.
Sie hinterließ den Organisationen New Zealand Congregational Ministers’ Retiring Fund, Salvation Army Rescue Fund, Door of Hope Association, Young Women’s Christian Association in Auckland, National Council of Women of New Zealand und Women’s Christian Temperance Union of New Zealand je 2.000,00 neuseeländische Pfund für ihre Arbeit. Die streng aussehende Frau, mit hochgestelltem Kragen und streng hochgestecktem Haar mit einer weißen Spitzenhaube, war für ihre radikalen Ansichten bekannt und wurde dafür auch zum Gegenstand von Karikaturen im New Zealand Graphic and Ladies’ Journal. Sie setzte sich stets leidenschaftlich und furchtlos für die Rechte der Frauen und für soziale Gerechtigkeit ein.

## Ehrung

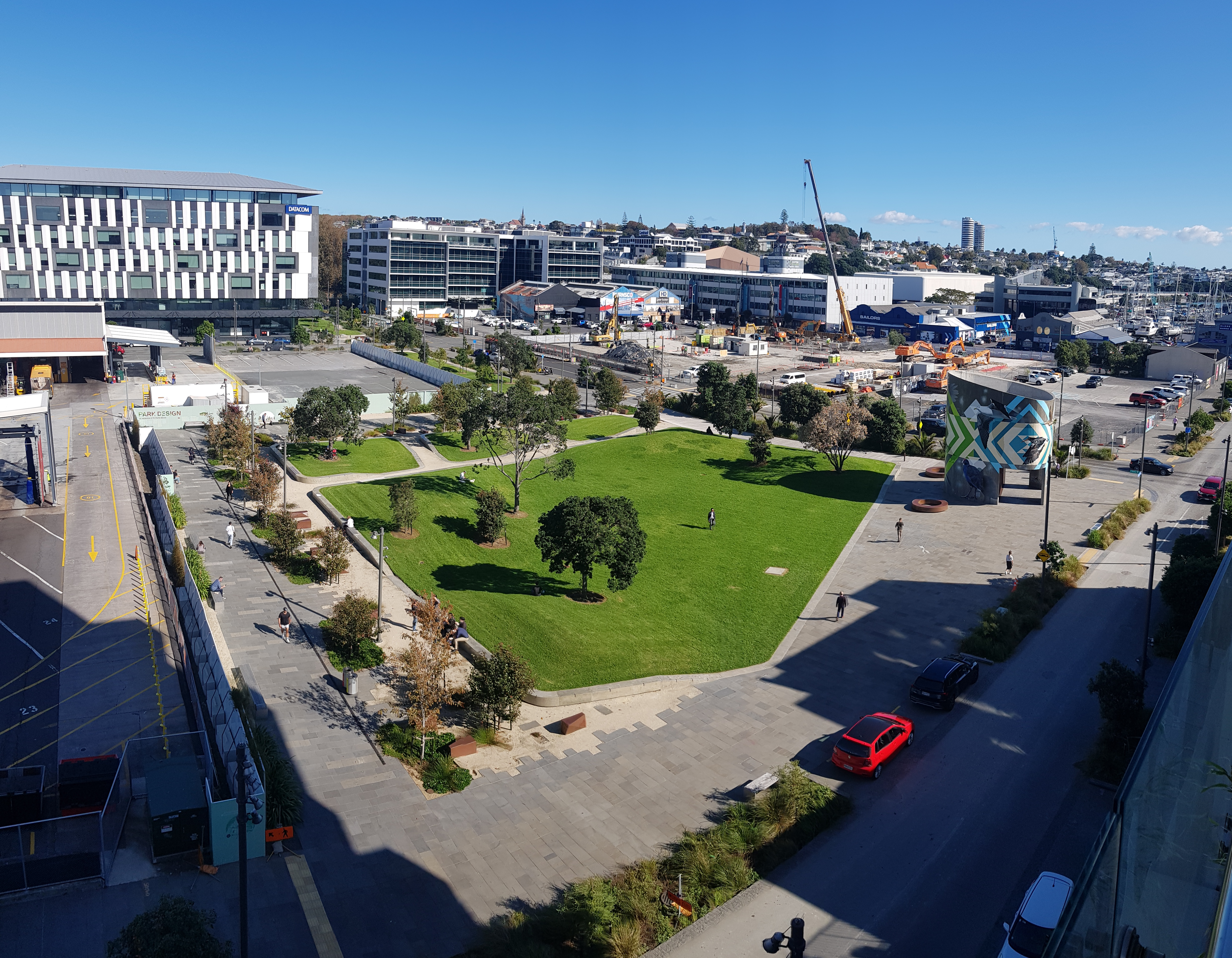
Amey Daldy Park

- Amey Daldy Park (2014) – Der kleine Park liegt in Auckland zwischen dem Victoria Park und dem Hafenviertel an der Daldy Street. Das ehemalige Industriegelände für Lagertanks wurde 2014 zu dem Park umgestaltet und beherbergt zwölf Pohutukawa-Bäume.[2]